# Ducati ernestini

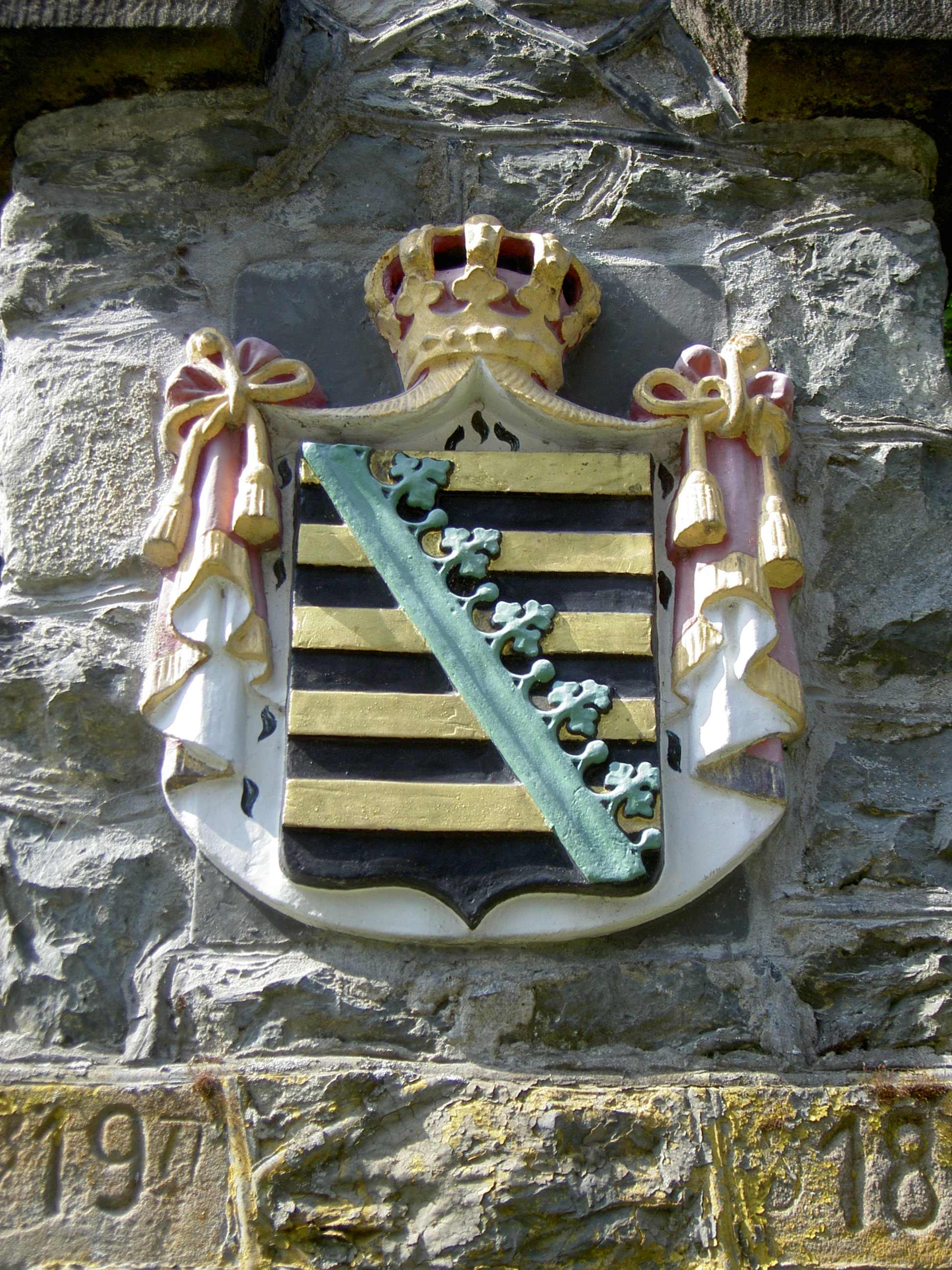
Stemma dei Duchi ernestini di Sassonia

I Ducati ernestini, detti anche Ducati sassoni (sebbene anche gli appannaggi dei ducati albertini di Weissenfels, Merseburg e Zeitz fossero considerati "Ducati sassoni" e collocati presso molti altri ducati ernestini), furono un gran numero di piccoli stati un tempo presenti nello stato tedesco della Turingia, governati da duchi della dinastia ernestina della casa sassone di Wettin.

## Panorama generale
Il Ducato di Sassonia venne frammentato nel XVI secolo come risultato della vecchia legge di successione tedesca che divideva le eredità paterne equamente tra tutti i figli maschi. Tutti i figli del Duca di Sassonia, inoltre, ereditarono il titolo di duca. I fratelli talvolta governavano i territori ereditati dal padre assieme, e talvolta si dividevano in domini indipendenti. Molti dei ducati ernestini mantennero un'esistenza separata sino al 1918. Casi simili si possono ravvisare anche per le casate di Reuss e di Schwarzburg, sempre nella regione della Turingia.

## Sfondo storico precedente alla fondazione dei ducati
Il Conte Bernardo di Anhalt, figlio minore di Alberto "l'Orso" (1106-70), ereditò alcune parti del vecchio Ducato di Sassonia, dapprima attorno a Lauenburg e Wittenberg, nel 1180. Egli ebbe due figli, Alberto ed Enrico. Alberto ereditò il Ducato di Sassonia. Nel 1260 i figli di Alberto divisero la Sassonia nei ducati di Sassonia-Lauenburg e Sassonia-Wittenberg. Il Sassonia-Wittenberg venne riconosciuto come Elettorato di Sassonia nella Bolla d'Oro del 1356.
Quando l'ultimo duca di Sassonia-Wittenberg morì senza eredi nel 1422, l'imperatore Sigismondo assegnò il ducato a Federico IV della casata di Wettin, Margravio di Meißen e Langravio di Turingia, che sarebbe divenuto Elettore di Sassonia con il nome di Federico I. Il nome di "Sassonia" venne generalmente applicato a tutti i domini della casata di Wettin, inclusi quelli in Turingia, dal momento che quello di Sassonia era il titolo ducale più alto in possesso della famiglia, e tutti i membri della casata potevano disporne.
A Federico I successe il figlio, Federico II. Alla morte di Federico II nel 1464, il suo figlio maggiore, Ernesto, divenne elettore e suo fratello Alberto, ottenne il governo delle terre della casa di Wettin. Nel 1485, con la Divisione di Lipsia, i fratelli si divisero i possedimenti della casata: Ernesto ricevette la parte a nord di Meissen ed a sud della Turingia, e Wittenberg e Alberto il nord della Turingia ed il sud di Meissen.

## Storia dettagliata delle divisioni nella linea Ernestina
| Elettori di Sassonia | Elettori di Sassonia | Elettori di Sassonia | Elettori di Sassonia | Elettori di Sassonia | Elettori di Sassonia | Elettori di Sassonia | Elettori di Sassonia | Elettori di Sassonia | Elettori di Sassonia | Elettori di Sassonia | Elettori di Sassonia |
| --- | --- | --- | --- | --- | --- | --- | --- | --- | --- | --- | --- |
| - Ernesto, 1464–1486, figlio di Federico II - Federico III, 1486–1525, figlio di Ernesto - Giovanni, 1525–1532, figlio di Ernesto - Co-reggenti; - Giovanni Federico I, 1532–1554 (da solo dal 1542), figlio di Giovanni - Giovanni Ernesto, 1532–1542, figlio di Giovanni Nel 1554, Giovanni Federico I divise il ducato tra i suoi tre figli. | | | | | | | | | | | |
| Duca di Sassonia-Eisenach e Sassonia-Coburgo | Duca di Sassonia-Eisenach e Sassonia-Coburgo | Duca di Sassonia-Eisenach e Sassonia-Coburgo | Duca di Sassonia-Eisenach e Sassonia-Coburgo | Duca di Sassonia-Eisenach e Sassonia-Coburgo | Duca di Sassonia-Weimar | Duca di Sassonia-Weimar | Duca di Sassonia-Weimar | Duca di Sassonia-Weimar | Duca di Sassonia-Gotha | Duca di Sassonia-Gotha | Duca di Sassonia-Gotha |
| - Giovanni Federico II, 1554–1556, figlio di Giovanni Federico I | - Giovanni Federico II, 1554–1556, figlio di Giovanni Federico I | - Giovanni Federico II, 1554–1556, figlio di Giovanni Federico I | - Giovanni Federico II, 1554–1556, figlio di Giovanni Federico I | - Giovanni Federico II, 1554–1556, figlio di Giovanni Federico I | - Giovanni Guglielmo, 1554–1573, figlio di Giovanni Federico I | - Giovanni Guglielmo, 1554–1573, figlio di Giovanni Federico I | - Giovanni Guglielmo, 1554–1573, figlio di Giovanni Federico I | - Giovanni Guglielmo, 1554–1573, figlio di Giovanni Federico I | - Giovanni Federico III, 1554–1565, figlio di Giovanni Federico I                                                                                            | - Giovanni Federico III, 1554–1565, figlio di Giovanni Federico I                                                                                            | - Giovanni Federico III, 1554–1565, figlio di Giovanni Federico I                                                                                            |
| Divisione di Erfurt | | | | | | | | | | | |
| Nel 1572 i ducati ernestini vennero rivisti e ridivisi tra i due figli di Giovanni Federico II e il figlio di Giovanni Guglielmo. | | | | | | | | | | | |
| Duchi di Sassonia-Coburgo-Eisenach | Duchi di Sassonia-Coburgo-Eisenach | Duchi di Sassonia-Coburgo-Eisenach | Duchi di Sassonia-Coburgo-Eisenach | Duchi di Sassonia-Coburgo-Eisenach | Duchi di Sassonia-Coburgo-Eisenach | Duchi di Sassonia-Weimar | Duchi di Sassonia-Weimar | Duchi di Sassonia-Weimar | Duchi di Sassonia-Weimar | Duchi di Sassonia-Weimar | Duchi di Sassonia-Weimar |
| - Co-reggenti; - Giovanni Casimiro, 1572–1596, figlio di Giovanni Federico II - Giovanni Ernesto, 1572–1596, figlio di Giovanni Federico II Nel 1596 i fratelli si accordarono per dividere le terre tra di loro. | - Co-reggenti; - Giovanni Casimiro, 1572–1596, figlio di Giovanni Federico II - Giovanni Ernesto, 1572–1596, figlio di Giovanni Federico II Nel 1596 i fratelli si accordarono per dividere le terre tra di loro. | - Co-reggenti; - Giovanni Casimiro, 1572–1596, figlio di Giovanni Federico II - Giovanni Ernesto, 1572–1596, figlio di Giovanni Federico II Nel 1596 i fratelli si accordarono per dividere le terre tra di loro. | - Co-reggenti; - Giovanni Casimiro, 1572–1596, figlio di Giovanni Federico II - Giovanni Ernesto, 1572–1596, figlio di Giovanni Federico II Nel 1596 i fratelli si accordarono per dividere le terre tra di loro. | - Co-reggenti; - Giovanni Casimiro, 1572–1596, figlio di Giovanni Federico II - Giovanni Ernesto, 1572–1596, figlio di Giovanni Federico II Nel 1596 i fratelli si accordarono per dividere le terre tra di loro. | - Co-reggenti; - Giovanni Casimiro, 1572–1596, figlio di Giovanni Federico II - Giovanni Ernesto, 1572–1596, figlio di Giovanni Federico II Nel 1596 i fratelli si accordarono per dividere le terre tra di loro. | - Federico Guglielmo, 1572–1602, figlio di Giovanni Guglielmo Alla morte di Federico Guglielmo, le sue terre vennero divise tra i suoi figli e suo fratello. | - Federico Guglielmo, 1572–1602, figlio di Giovanni Guglielmo Alla morte di Federico Guglielmo, le sue terre vennero divise tra i suoi figli e suo fratello. | - Federico Guglielmo, 1572–1602, figlio di Giovanni Guglielmo Alla morte di Federico Guglielmo, le sue terre vennero divise tra i suoi figli e suo fratello. | - Federico Guglielmo, 1572–1602, figlio di Giovanni Guglielmo Alla morte di Federico Guglielmo, le sue terre vennero divise tra i suoi figli e suo fratello. | - Federico Guglielmo, 1572–1602, figlio di Giovanni Guglielmo Alla morte di Federico Guglielmo, le sue terre vennero divise tra i suoi figli e suo fratello. | - Federico Guglielmo, 1572–1602, figlio di Giovanni Guglielmo Alla morte di Federico Guglielmo, le sue terre vennero divise tra i suoi figli e suo fratello. |
| Duchi di Sassonia-Coburgo | Duchi di Sassonia-Coburgo | Duchi di Sassonia-Coburgo | Duchi di Sassonia-Eisenach | Duchi di Sassonia-Eisenach | Duchi di Sassonia-Eisenach | Duchi di Sassonia-Altenburg | Duchi di Sassonia-Altenburg | Duchi di Sassonia-Altenburg | Duchi di Sassonia-Weimar | Duchi di Sassonia-Weimar | Duchi di Sassonia-Weimar |
| - Giovanni Casimiro, 1596–1633 Alla morte di Giovanni Casimiro, avvenuta senza eredi, la sua eredità passò al fratello minore. | - Giovanni Casimiro, 1596–1633 Alla morte di Giovanni Casimiro, avvenuta senza eredi, la sua eredità passò al fratello minore.                                                                                    | - Giovanni Casimiro, 1596–1633 Alla morte di Giovanni Casimiro, avvenuta senza eredi, la sua eredità passò al fratello minore.                                                                                    | - Giovanni Ernesto, 1596–1633 | - Giovanni Ernesto, 1596–1633 | - Giovanni Ernesto, 1596–1633 | - Co-reggenti; - Giovanni Filippo, 1603–1639, figlio di Federico Guglielmo I - Federico, 1603–1625, figlio di Federico Guglielmo I - Giovanni Guglielmo, 1603–1632, figlio di Federico Guglielmo I - Federico Guglielmo II, 1603–1669 (da solo dal 1639), figlio di Federico Guglielmo I - Federico Guglielmo III, 1669–1672, son figlio di Federico Guglielmo II | - Co-reggenti; - Giovanni Filippo, 1603–1639, figlio di Federico Guglielmo I - Federico, 1603–1625, figlio di Federico Guglielmo I - Giovanni Guglielmo, 1603–1632, figlio di Federico Guglielmo I - Federico Guglielmo II, 1603–1669 (da solo dal 1639), figlio di Federico Guglielmo I - Federico Guglielmo III, 1669–1672, son figlio di Federico Guglielmo II | - Co-reggenti; - Giovanni Filippo, 1603–1639, figlio di Federico Guglielmo I - Federico, 1603–1625, figlio di Federico Guglielmo I - Giovanni Guglielmo, 1603–1632, figlio di Federico Guglielmo I - Federico Guglielmo II, 1603–1669 (da solo dal 1639), figlio di Federico Guglielmo I - Federico Guglielmo III, 1669–1672, son figlio di Federico Guglielmo II | - Giovanni II, 1602–1605, figlio di Giovanni Guglielmo | - Giovanni II, 1602–1605, figlio di Giovanni Guglielmo | - Giovanni II, 1602–1605, figlio di Giovanni Guglielmo |
| Duchi di Sassonia-Coburgo-Eisenach | | | | | | - Co-reggenti; - Giovanni Filippo, 1603–1639, figlio di Federico Guglielmo I - Federico, 1603–1625, figlio di Federico Guglielmo I - Giovanni Guglielmo, 1603–1632, figlio di Federico Guglielmo I - Federico Guglielmo II, 1603–1669 (da solo dal 1639), figlio di Federico Guglielmo I - Federico Guglielmo III, 1669–1672, son figlio di Federico Guglielmo II | - Co-reggenti; - Giovanni Filippo, 1603–1639, figlio di Federico Guglielmo I - Federico, 1603–1625, figlio di Federico Guglielmo I - Giovanni Guglielmo, 1603–1632, figlio di Federico Guglielmo I - Federico Guglielmo II, 1603–1669 (da solo dal 1639), figlio di Federico Guglielmo I - Federico Guglielmo III, 1669–1672, son figlio di Federico Guglielmo II | - Co-reggenti; - Giovanni Filippo, 1603–1639, figlio di Federico Guglielmo I - Federico, 1603–1625, figlio di Federico Guglielmo I - Giovanni Guglielmo, 1603–1632, figlio di Federico Guglielmo I - Federico Guglielmo II, 1603–1669 (da solo dal 1639), figlio di Federico Guglielmo I - Federico Guglielmo III, 1669–1672, son figlio di Federico Guglielmo II | - Giovanni II, 1602–1605, figlio di Giovanni Guglielmo | - Giovanni II, 1602–1605, figlio di Giovanni Guglielmo | - Giovanni II, 1602–1605, figlio di Giovanni Guglielmo |
| - Giovanni Ernesto, 1633–1638 Alla morte di Giovanni Ernesto avvenuta senza eredi, le sue terre vennero divise tra il Sassonia-Weimar ed il Sassonia-Altenburg. | | | | | | - Co-reggenti; - Giovanni Filippo, 1603–1639, figlio di Federico Guglielmo I - Federico, 1603–1625, figlio di Federico Guglielmo I - Giovanni Guglielmo, 1603–1632, figlio di Federico Guglielmo I - Federico Guglielmo II, 1603–1669 (da solo dal 1639), figlio di Federico Guglielmo I - Federico Guglielmo III, 1669–1672, son figlio di Federico Guglielmo II | - Co-reggenti; - Giovanni Filippo, 1603–1639, figlio di Federico Guglielmo I - Federico, 1603–1625, figlio di Federico Guglielmo I - Giovanni Guglielmo, 1603–1632, figlio di Federico Guglielmo I - Federico Guglielmo II, 1603–1669 (da solo dal 1639), figlio di Federico Guglielmo I - Federico Guglielmo III, 1669–1672, son figlio di Federico Guglielmo II | - Co-reggenti; - Giovanni Filippo, 1603–1639, figlio di Federico Guglielmo I - Federico, 1603–1625, figlio di Federico Guglielmo I - Giovanni Guglielmo, 1603–1632, figlio di Federico Guglielmo I - Federico Guglielmo II, 1603–1669 (da solo dal 1639), figlio di Federico Guglielmo I - Federico Guglielmo III, 1669–1672, son figlio di Federico Guglielmo II | - Giovanni II, 1602–1605, figlio di Giovanni Guglielmo | - Giovanni II, 1602–1605, figlio di Giovanni Guglielmo | - Giovanni II, 1602–1605, figlio di Giovanni Guglielmo |

L'Elettore Ernesto morì nel 1486, e venne succeduto dal figlio, Federico III di Sassonia. Lipsia, centro economico della Sassonia, era anche l'unica sede dell'università della Sassonia, ed era collocata nella Sassonia albertina. Col desiderio di costruirne una anche sui propri possedimenti, che potesse educare anche servi e pastori, Federico fondò l'Università di Wittenberg nel 1502. Fu qui che Martin Lutero scrisse le sue 95 tesi. Federico protesse Lutero, rifiutandosi quindi di estradarlo a Roma per il processo. Federico, come del resto molti altri principi tedeschi, accolse le riforme protestanti ed apportò un governo illuminato sulle proprie terre.
Federico III morì nel 1525; egli venne succeduto dal fratello, Giovanni di Sassonia (1525-1532). Giovanni era a capo della Lega di Smalcalda che riuniva i principi protestanti del Sacro Romano Impero. Giovanni morì nel 1532 e venne succeduto dal figlio Giovanni Federico. Dai primi anni di regno, Giovanni Federico governò la Sassonia con il fratellastro, Giovanni Ernesto, Duca titolare di Sassonia-Coburgo, che morì senza eredi. Giovanni Federico diede il proprio supporto alla riforma luterana, mentre l'Imperatore Carlo V, si confrontava in battaglia con alcuni principi protestanti.
Carlo lasciò per questo alcune questioni personali con la Francia e si concentrò sulle terre protestanti. Nel 1546 la Lega di Smalcalda si costituì in un esercito stabile. L'Elettore Giovanni Federico guidò le truppe della lega a sud, ma poco dopo suo cugino Maurizio della Sassonia albertina (Meissen), invase la Sassonia ernestina. Giovanni Federico tornò precipitosamente in Sassonia, espulse Maurizio dalle sue terre, conquistò la Sassonia albertina e procedette nell'invasione della Boemia (governata direttamente dal fratello dell'Imperatore Carlo V, l'Arciduca Ferdinando e da sua moglie Anna). Carlo V, irritato, sconfisse definitivamente la lega nella Battaglia di Mühlberg (1547). Giovanni Federico venne ferito e fatto prigioniero. L'Imperatore lo condannò a morte come ribelle, ma l'esecuzione fu impossibile in quanto egli non riuscì a prendere Wittenberg, difesa dalla moglie di Giovanni Federico, Sibilla di Cleves. Per salvare la sua vita, Giovanni Federico concesse la Capitolazione di Wittenberg e cedette il proprio ducato al cugino Maurizio, e la sua pena venne commutata col carcere a vita. Quando Maurizio, cambiò nuovamente fazione e attaccò l'Imperatore, ed il Duca Giovanni Federico venne rilasciato dalla prigionia e gli venne restituito il Langraviato di Turingia. Egli pose la propria capitale a Weimar, e diede vita all'Università di Jena (per rimpiazzare quella di Wittenberg, persa in favore di Maurizio) prima della sua morte nel 1554.
I tre figli di Giovanni Federico divisero il territorio paterno, con Giovanni Federico II che divenne capo della casata (e per poco, 1554-56, Elettore) con sedi a Eisenach e Coburgo, Giovanni Guglielmo con sede a Weimar (Sassonia-Weimar), e infine con Giovanni Federico III (con lo stesso nome del fratello maggiore, il che causò non pochi problemi agli storici del passato), che stabilì la propria residenza a Gotha (Sassonia-Gotha). Quando Giovanni Federico III di Gotha morì senza mai essersi sposato e senza eredi nel 1565, Giovanni Guglielmo di Weimar avanzò pretese di successione sul Sassonia-Gotha, ma i figli dell'imprigionato Giovanni Federico II fecero valere la loro posizione.
I contendenti, raggiunsero un accordo nel 1572 con la Divisione di Erfurt con la quale Giovanni Guglielmo aggiunse i distretti di Altenburg, Gotha e Meiningen al Sassonia-Weimar. Quando Giovanni Guglielmo morì l'anno seguente, suo figlio maggiore, Federico Guglielmo I ricevette Altenburg, Gotha e Meiningen col titolo di Duca di Sassonia-Altenburg, fondando la prima linea della dinastia Sassonia-Altenburg, mentre il Sassonia-Weimar andò al figlio minore Giovanni II. Giovanni Casimiro (m. 1633 senza eredi), il maggiore dei figli di Giovanni Federico II, e Giovanni Ernesto (m 1638 senza eredi), il giovane figlio di Giovanni Federico II, ricevettero entrambi i territori di Sassonia-Coburgo-Eisenach, ma ottennero un patronato dal momento che entrambi non avevano ancora raggiunto la maggiore età per governare. Nel 1596 i fratelli si accordarono per dividere i territori nei ducati di Sassonia-Coburgo e Sassonia-Eisenach.
Giovanni II di Sassonia-Weimar (o Giovanni II), morì giovane lasciando otto figli (incluso Bernardo di Sassonia-Weimar, il più giovane, famoso generale) ai quali ordinò di governare assieme. Quando il maggiore di essi, Giovanni Ernesto II di Sassonia-Weimar morì in una campagna militare nel (1626) senza aver contratto matrimonio, altri due suoi fratelli erano già morti senza eredi, lasciando cinque duchi di Sassonia-Weimar, con Guglielmo come maggiore dei figli. Altri due morirono senza aver raggiunto i 15 anni, incluso Bernardo nel 1639, deceduto senza eredi. Nel 1638, la linea maggiore dei Sassonia-Coburgo-Eisenach si estinse e i suoi possedimenti vennero divisi tra il ramo di Altenburg e quello di Weimar, il che spinse il Sassonia-Weimar ad essere nuovamente diviso. Nel 1640 circa, i fratelli rimanenti, infine, divisero i loro possedimenti, con Guglielmo che rimase a Weimar, Alberto che ricevette Eisenach ed Ernesto (detto "il Pio") che ottenne Gotha.
Ernesto I di Sassonia-Gotha (1601-75) aveva sposato Elisabetta Sofia, unica figlia di Giovanni Filippo di Sassonia-Gotha-Altenburg (1597-1638), figlio maggiore di Federico Guglielmo I. Quando il cugino di Elisabetta Sofia, Federico Guglielmo III, Duca di Altenburg, morì senza eredi 1672, l'intera prima linea di Altenburg si estinse, aprendo una guerra di successione. Infine, i figli di Ernesto e di Elisabetta Sofia ricevettero l'eredità di Altenburg, sulla base del testamento del Duca Giovanni Filippo (secondo il quale venne infine riconosciuto che la legge salica ad ogni modo non preveniva ai parenti di ottenere i territori anche per successione femminile, purché la moglie e suo marito appartenessero entrambi alla stessa casata, anche se di rami diversi), ma una porzione (un quarto dei territori originali degli Altenburg) passarono alla casata dei Sassonia-Weimar. Queste due linee: Weimar e Gotha(-Altenburg) formarono le basi per le successive linee ernestine, entrambi sopravvissute in linea maschile sino ai giorni nostri. Dopo la divisione dell'eredità della prima linea di Altenburg, la maggiore, quella di Weimar, ottenne metà dei territori della linea ernestina, e la minore, i Gotha-Altenburg, ottenne l'altra metà. La linea dei Gotha-Altenburg si suddivise ulteriormente, al contrario dei Weimar, che confluirono lentamente ma progressivamente nelle mani della linea primogenita nel 1741 e nel 1815 quando ottennero il titolo ducale su Weimar.
I numerosi figli del Duca Ernesto di Gotha e della Duchessa Elisabetta Sofia divisero l'eredità paterna (cinque ottavi dell'eredità di tutti i ducati ernestini) inizialmente in sette parti: Gotha-Altenburg, Coburgo, Meiningen, Römhild, Eisenberg, Hildburghausen e Saalfeld. Di queste, Coburgo, Römhild e Eisenberg non sopravvissero più di una generazione e vennero divise tra le altre linee sopravvissute.
I territori ernestini in Turingia vennero nuovamente divisi e ricombinati molte volte tra i duchi, dal momento che molte linee si erano estinte col tempo. La primogenitura divenne diritto dei duchi ernestini, ma non prima che essi venissero elevati da dieci ad uno solo. Dal 1826 gli unici ducati ernestini rimanenti erano il Granducato di Sassonia-Weimar-Eisenach (tre ottavi delle terre ernestine), e i ducati di Sassonia-Gotha-Altenburg, Sassonia-Meiningen, Sassonia-Hildburghausen e Sassonia-Coburgo-Saalfeld. Nel 1826 la linea principale, fondata da Ernesto I di Sassonia, i Gotha-Altenburg, si estinsero. La figlia del penultimo duca, si era sposata con il Duca di Coburgo-Saalfeld, e la coppia aveva avuto due figli (il più giovane dei quali sarebbe divenuto Alberto di Sassonia-Coburgo-Gotha, Principe Consorte del Regno Unito). Il patrimonio dei Gotha-Altenburg venne diviso tra le altre tre linee rimanenti, derivate sempre da Ernesto il Pio e da Elisabetta Sofia, causando cambi di nomenclatura: Sassonia-Meiningen-Hildburghausen, Sassonia-Altenburg e Sassonia-Coburgo-Gotha (questa era l'antica linea di Saalfeld che ricevette Gotha per parte di madre). Tutti i ducati ernestini si estinsero come entità territoriali all'abolizione della monarchia tedesca, alla fine della prima guerra mondiale.
Cinque dei ducati ernestini erano membri della Provincia dell'Alta Sassonia del Sacro Romano Impero:
- Sassonia-Weimar
- Sassonia-Eisenach
- Sassonia-Coburgo
- Sassonia-Gotha
- Sassonia-Altenburg

Questi ducati avevano diritto ad un seggio ed a partecipare alle votazioni della Dieta Imperiale.

## Ducati ernestini

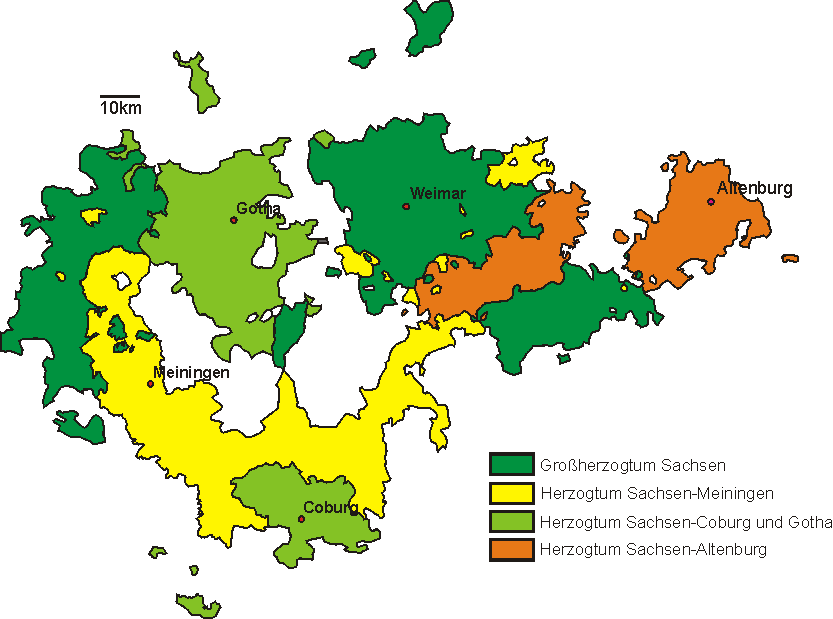
I Ducati ernestini in Turingia dopo il 1825

- Sassonia-Altenburg (1603-1672; 1826-1918)
- Sassonia-Coburgo (1596-1633; 1681-1699)
- Sassonia-Coburgo-Eisenach (1572-1596)
- Sassonia-Coburgo-Saalfeld (1735-1826)
- Sassonia-Eisenberg (1680-1707)
- Sassonia-Coburgo-Gotha (1826-1918)
- Sassonia-Eisenach (1596-1638; 1640-1644; 1672-1806)
- Sassonia-Gotha (1640-1680)
- Sassonia-Gotha-Altenburg (1681-1826)
- Sassonia-Hildburghausen (1680-1826)
- Sassonia-Jena (1672-1690)
- Sassonia-Marksuhl (1662-1672)
- Sassonia-Meiningen (1681-1918)
- Sassonia-Merseburg (1656-1738)
- Sassonia-Römhild (1680-1710)
- Sassonia-Saalfeld (1680-1735)
- Sassonia-Weimar (1572-1806)
- Sassonia-Weimar-Eisenach (1806-1918)
- Sassonia-Weissenfels (1656-1746)